# النادي الأهلي للسيدات
النادي الأهلي للسيدات هو نادي كرة قدم نسائي سعودي مقره في جدة، السعودية. يلعب في الدوري السعودي الممتاز للسيدات. تأسس في عام 2022 كقسم نسائي من النادي الأهلي، بعد استحواذه على رخصة نادي مِراس لكرة القدم للسيدات.
يتنافس الفريق في الدوري السعودي الممتاز للسيدات، وهو أعلى مستوى في كرة القدم الوطنية السعودية، منذ ظهوره الأول في النسخة الافتتاحية 2022–23.

## التاريخ

### التأسيس (2022)
في 6 أكتوبر 2022، أعلن الاتحاد السعودي لكرة القدم أن الأهلي أكمل رسميًا استحواذه على نادي ميراس جدة، وهو نادٍ من الدوري الممتاز للسيدات للموسم 2022-2023. حيث انضم إلى قائمة الأندية الرياضية المحترفة المشاركة في الدوري الممتاز للسيدات إلى جانب الهلال والنصر والاتحاد.

### التجديد: الصفقات الرئيسية وتحول الموسم (2022–الحاضر)
في إطار رغبة الاتحاد السعودي لكرة القدم في تعزيز وتنمية الدوري النسائي، عُينت المدربة الأردنية منار فريج لقيادة الفريق، وهي لاعبة دولية سابقة ومدربة منتخب الأردن للشابات. أُعلن أيضًا عن التعاقد مع خمس لاعبات دوليات من منطقة شمال إفريقيا، وهن: الجزائرية أبلة بن سنوسي، والتونسيات سالمة جبراني، وسناء يعقوبي، وياسمين جمعي، وآية جدّي.
بعد اختتام موسم دوري أبطال إفريقيا للسيدات 2022، تم التعاقد مع المغربية ابتسام جرايدي، هدافة البطولة ولاعبة منتخب المغرب للسيدات، في صفقة وصفت بأنها الأكبر في تاريخ انتقالات لاعبات كرة القدم في القارة الإفريقية والآسيوية. لعبت صفقة جرايدي دورًا محوريًا في تحول الفريق بعد نصف موسم صعب، حيث لم يحقق الأهلي سوى انتصارين من سبع مباريات. مع جرايدي، حقق الفريق ثلاثة انتصارات وتعادلًا واحدًا، وخسر مباريات بشكل ضيق، ليحتل في النهاية المركز السادس من أصل ثمانية. كما أُدرجت جرايدي كوصيفة في قائمة الهدافين.
مع بداية موسم 2023–24، بدأ الأهلي في استعادة ثقته ورفع سقف طموحاته للفوز بالبطولة. ومن بين الصفقات البارزة، التعاقد مع المهاجمة الغانيّة أليس كوسي، وحارسة المرمى الأردنية روان قسّاب، والمدافعة آية المجالي، لتعزيز الفريق.
في مشاركته في النسخة الأولى من كأس الاتحاد السعودي للسيدات 2023–24، أظهر الأهلي هيمنة مطلقة، حيث بدأ الفريق بفوز ساحق على فريق البيرق 17–1 في دور الـ16. استمر الفريق في مشواره بفوز مثير 4–3 على حامل اللقب النصر في ربع النهائي. وفي نصف النهائي، تم الفوز بصعوبة 3–2 على القادسية. وفي النهائي التاريخي، تم تتويج الأهلي ببطولته الأولى بعد الفوز على الشباب 3–2 ليصبح بطل النسخة الأولى من البطولة.

## موسمًا بعد موسم
| الموسم  | الدوري | الدوري         | الدوري  | كأس السيدات |
| الموسم  | الدرجة | القسم          | الترتيب | كأس السيدات |
| ------- | ------ | -------------- | ------- | ----------- |
| 2022–23 | 1      | الدوري الممتاز | 6 من 8  | N/A         |
| 2023–24 | 1      | الدوري الممتاز | 2 من 8  | الأبطال     |

## اللاعبين
آخر تحديث 5 أكتوبر 2024. 
ملاحظة: تشير الأعلام إلى المنتخب الوطني على النحو المحدد في قواعد الأهلية للفيفا. قد يحمل اللاعبون أكثر من جنسية واحدة غير تابعة للفيفا.
| الرقم | البلد                       | المركز | اللاعب                |
| ----- | --------------------------- | ------ | --------------------- |
| 1     | الأردن                      | حارس   | روند كساب             |
| 3     | السعودية                    | مدافع  | غادة ملحن             |
| 5     | السعودية                    | مهاجم  | تاجي رشوان            |
| 6     | المغرب                      | وسط    | إيلودي النقاش         |
| 7     | جمهورية الكونغو الديمقراطية | مهاجم  | نعومي كاباكابا        |
| 8     | السعودية                    | مهاجم  | الهنوف مزوزة          |
| 9     | المغرب                      | مهاجم  | ابتسام الجريدي (قائد) |
| 10    | غانا                        | مهاجم  | أليس كوسي             |
| 11    | السعودية                    | مهاجم  | داليا أبو لبن         |
| 12    | السعودية                    | مدافع  | شهد الغامدي           |
| 14    | مصر                         | مدافع  | فريدة حنفي            |

| الرقم | البلد    | المركز | اللاعب         |
| ----- | -------- | ------ | -------------- |
| 15    | السعودية | مهاجم  | لمى الفضل      |
| 16    | السعودية | مهاجم  | حورية الشمراني |
| 17    | السعودية | مهاجم  | فدوى خالد      |
| 19    | الأردن   | مدافع  | آية المجالي    |
| 21    | السعودية | مدافع  | رغد غندورة     |
| 22    | السعودية | مهاجم  | سواهر عسيري    |
| 23    | السعودية | وسط    | رغد مخيزن      |
| 24    | السعودية | وسط    | ملوك الهوساوي  |
| 34    | السعودية | حارس   | غالية إمام     |
| 77    | السعودية | وسط    | رؤى السليماني  |
| 88    | السعودية | مدافع  | مايا الزهراني  |

## تاريخ المدربين
فيما يلي قائمة بمدربي نادي الأهلي للسيدات من 2022 حتى يومنا هذا.
| الاسم     | الجنسية | السنوات     |
| --------- | ------- | ----------- |
| منار فريج | الأردن  | 2022–الحالي |

## الألقاب

### محلية
الدوري السعودي الممتاز للسيدات:
- الوصيف (2): 2023–24، 2024–25

كأس الاتحاد السعودي للسيدات:
- الأبطال (2؛ رقم قياسي): 2023–24، 2024–25

## وصلات خارجية
- ALAHLISC_LADIES على تويتر.